# Zena (Oregon)
Zena (korábban Spring Valley) az Amerikai Egyesült Államok északnyugati részén, Oregon állam Polk megyéjében elhelyezkedő önkormányzat nélküli település.

## Története
Az 1858-ban alapított települést Daniel Jackson Cooper és fivére, Jacob Calvin Cooper feleségeik (Arvazena Spilman Cooper és Melzena Spilman Cooper) után Zenára keresztelték át.
Itt található a Spring Valley-i Presbiteriánus Templom.

## Arvazena Cooper
Cooper 1846-ban született Missouri államban; 1861 májusában férjhez ment Daniel Jackson Cooperhez. A pár két évvel később a Willamette-völgybe költözött; Missouriban és az Oregonig tartó út során tizenöt gyermekük született. Arvazena 1929-ben hunyt el; sírhelye The Dallesben található.
Arvazena Cooper a következőket jegyezte fel Zenáról:
Nagyapám [Elbert Emmerson Cooper] a héten Polk megyébe ment, ahol Bolivar Walker szállást nyújtott neki. A Nels Walling vásárolt területet azzal az öltözékével fizette ki, amellyel a síkságon átkelt. Ezt a helyet Zenának hívják, annak a templomnak a közelében, ahol nagyapa prédikált.

## Az irodalomban
Joel Redon The Road to Zena című regényének helyszíne Zena és a közeli Lincoln.

## Fordítás
- Ez a szócikk részben vagy egészben  a   Zena, Oregon című angol Wikipédia-szócikk ezen változatának fordításán alapul.  Az eredeti cikk szerkesztőit annak laptörténete sorolja fel. Ez a jelzés csupán a megfogalmazás eredetét és a szerzői jogokat jelzi, nem szolgál a cikkben szereplő információk forrásmegjelöléseként.